# Bilyana Raeva

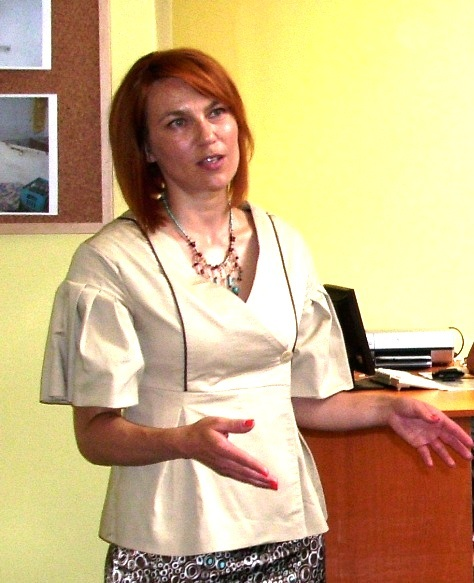
Raeva em 2008

Bilyana Ilieva Raeva (nascida em 12 de julho de 1973 em Varna ) é uma política búlgara que foi membro da 6ª sessão do Parlamento Europeu, entre 2007 e 2009. Ela é membro do Movimento Nacional para a Estabilidade e o Progresso do grupo da Aliança dos Democratas e Liberais pela Europa .